# Shippensburg
Shippensburg è un comune (borough) degli Stati Uniti d'America, situato nello stato della Pennsylvania, diviso tra la contea di Cumberland e la contea di Franklin.